# Meester Pompelmoes
Meester Pompelmoes is een figuur uit de gelijknamige kinderboeken van de Nederlandse schrijver en dichter Hans Andreus.

## Over Meester Pompelmoes
Meester Pompelmoes verscheen voor de eerste maal in het programmablad Televizier in een aflevering van De Krant van Meester Pompelmoes. Het karakter stelde een klassieke schoolmeester voor met een zeer brede algemene kennis en goed hart voor zijn leerlingen. De verhalen zijn doorspekt met kolderieke belevenissen en al gauw wordt Meester Pompelmoes vergezeld door eigengereide sprekende dieren: de adellijke Fleurige Hond en Joachim de Geleerde Kater. Het karakter van Pompelmoes is mogelijk gebaseerd op de schoolleraar uit Andreus' scheveningse jaren, meester Kuiper, die net als Pompelmoes excentriek was, een gezet postuur had en veel van katten hield. 

Andreus gaf aan Babs van Wely instructies voor de illustraties. Met de tekeningen gaf zij mede vorm aan de karakteristieke schoolmeester en zijn huisdieren. Alle tien delen werden door haar geïllustreerd.

Pompelmoes-boeken werden vertaald in het Engels, Duits, Japans en Zuid-Afrikaans. In 1999 verscheen een nieuwe bloemlezing, getiteld Het grote boek van Meester Pompelmoes, samengesteld en bewerkt door Lieke van Duin. Saskia Halfmouw maakte nieuwe illustraties.
In 2008 publiceerde recensent Karel Berkhout een recensie van deze bloemlezing in NRC Handelsblad onder de titel Fijn, Pompelmoes is terug waarin hij onder andere schreef: "Taal en verbeelding maken van Pompelmoes’ wereld een poëtisch universum. Daarin moet je soms hard lachen om de ijdelheid van Pompelmoes en de verwatenheid van Joachim. De verhalen zijn doordrenkt van een milde ironie, die ook voor kinderen goed is te vatten. Tijdloos dus."

Ter gelegenheid van het vijftigjarig bestaan van Meester Pompelmoes verscheen in november 2013 een nieuwe bloemlezing uit de verhalen als jubileum editie. Charlotte Dematons maakte nieuwe tekeningen bij de bestaande verhalen, de bundeling werd ingeleid door Jacques Vriens.

## Boeken

### Losse delen
- De verhalen van Meester Pompelmoes, Uitgeverij Holland, 1964 (later[(sinds) wanneer?] herdrukt onder de titel Meester Pompelmoes en de Geleerde Kat)
- Op avontuur met Meester Pompelmoes, Uitgeverij Holland, 1965 (later[(sinds) wanneer?] herdrukt onder de titel Meester Pompelmoes en het vliegende jongetje)
- De nieuwe avonturen van Meester Pompelmoes, Uitgeverij Holland, 1965 (later[(sinds) wanneer?] herdrukt onder de titel Meester Pompelmoes vindt een schat)
- Meester Pompelmoes koopt een auto, Uitgeverij Holland, 1966
- Meester Pompelmoes en de lachplaat, Uitgeverij Holland, 1967
- Meester Pompelmoes en de mompelpoes, Uitgeverij Holland, 1969
- Meester Pompelmoes en het tijgervel, Uitgeverij Holland, 1969
- Meester Pompelmoes gaat naar Parijs, Uitgeverij Holland, 1970
- Meester Pompelmoes en de kriebels, Uitgeverij Holland, 1971
- Meester Pompelmoes en het zoekgeraakte grapje, Uitgeverij Holland, 1974

### Bloemlezingen
- Het grote boek van Meester Pompelmoes, Uitgeverij Holland, 1969
- Een boek vol verhalen van Meester Pompelmoes, Uitgeverij Holland, 1975
- Het grote boek van Meester Pompelmoes, Uitgeverij Holland, 1999
- Meester Pompelmoes, Uitgeverij Holland, 2013